# Gargara lullae
Gargara lullae är en insektsart som beskrevs av Boulard 1968. Gargara lullae ingår i släktet Gargara och familjen hornstritar. Inga underarter finns listade i Catalogue of Life.